# التار، سونورا
التار، سونورا (به اسپانیایی: Altar, Sonora) یک منطقهٔ مسکونی در مکزیک است که در ایالت سونورا واقع شده‌است.

## خصوصیات
التار ۷٬۹۲۷ نفر جمعیت دارد و ۴۲۰ متر بالاتر از سطح دریا واقع شده‌است.